# December 25.
December 25. az év 359. (szökőévben 360.) napja a Gergely-naptár szerint. Az évből még 6 nap van hátra.
Karácsony,  Jézus Krisztus születésének ünnepe a nyugati keresztény egyházakban (azok az ortodox egyházak, amelyek a régi Julián naptárt, az ónaptárt használják, január 6-án és 7-én ünneplik).
Névnapok: Eugénia + Anasztáz, Anasztázia, Génia, Kabos, Karácson, Nasztázia, Nerella, Nerina, Nikodémusz, Noel, Nyeste, Zseni

## Események

### Politikai események
- 800 – III. Leó pápa Rómában császárrá koronázza I. Károly frank uralkodót, s ezzel a római császárok jogutódjának nyilvánítja
- 967 – I. Ottó német-római császár társcsászárrá koronáztatja fiát, II. Ottót
- 1000 – I. Istvánt magyar királlyá, Gizellát pedig királynévá koronázzák Székesfehérvárott vagy Esztergomban
- 1003 – XVIII. János pápa hivatalába lép
- 1046 – II. Kelemen pápa néven felszentelik Suidger von Morslebent
- 1046 – II. Kelemen pápa Rómában császárrá koronázza III. Henriket, aki véget vetett a pápai trón körüli viszályoknak
- 1066 – Hódító Vilmost megkoronázzák Anglia uralkodójának.
- 1559 – Giovanni Angelo de'Medici di Marignano IV. Piusz pápa néven hivatalába lép.
- 1522 – Oszmán-török csapatok megszállják Rodoszt.
- 1683– Kara Musztafa nagyvezírt Nándorfehérváron IV. Mehmed szultán megfojtatja.
- 1745 – Poroszország és Ausztria megköti a drezdai békét, amely lezárja a második sziléziai háborút.
- 1775 – A brit parlament embargót hirdet a lázadó észak-amerikai gyarmatok ellen.
- 1848 – Bem tábornok bevonul Kolozsvárra, ezzel kettészakítja Puchner császári tábornok erdélyi hadseregét.
- 1918 – A magyar kormány Ruszka Krajina néven autonóm terület létrehozását helyezi kilátásba a ruszinok számára.
- 1926 – Japánban trónra lép Hirohito császár.
- 1941 – A japánok elfoglalják Hongkongot.
- 1944 – A szovjet Vörös Hadsereg csapatai körülzárják Budapestet.
- 1989 – Kivégzik Nicolae Ceaușescu román kommunista elnököt és feleségét Târgovișteben.
- 1991 – Lemond Mihail Szergejevics Gorbacsov, a Szovjetunió elnöke.
- 1998 – 1969 után először ünneplik újra a karácsonyt Kubában, miután Fidel Castro bejelentette, hogy újra ünnep lesz Jézus születése.

### Tudományos és gazdasági események
- 1492 – Kolumbusz Kristóf és hajója, a Santa Maria megérkezik Dominikába
- 2003 – Mars körüli pályára áll az első európai űrszonda, a Mars Express

### Kulturális események
- 352 – Az első dokumentált karácsonyi mise
- 476 – A középkori évkezdet. Az év nem január elsejével, hanem – „a mi Urunk, Jézus Krisztus születése napjával” – december 25-én kezdődött a középkori időszámítás szerint

#### Zenei események
- 1818 – Először csendül fel az egyik legismertebb karácsonyi dal, a Csendes éj (németül: Stille Nacht) Franz Joseph Gruber és Joseph Mohr szerzeménye az ausztriai Oberndorf bei Salzburgban

### Egyéb események
- 1996 – New Yorkban + 17,2 °C-ot mértek, ami rekord magas hőmérséklet.[1]
- 2009 – Az amerikai Northwest Airlines Amszterdamból Detroitba tartó járatán a nigériai Umar Faruk Abdulmutallab egy – az alsónadrágjába rejtett – bombát próbált felrobbantani, azonban csak magában tett vele kárt.[2]
- 2015 – New Yorkban + 21 °C-ot mértek, ami rekord magas hőmérséklet.[1]

## Születések
- 1584 – Ausztriai Margit spanyol királyné († 1611).
- 1642 – Isaac Newton angol fizikus, matematikus, filozófus († 1727)
- 1648 – Csete István magyar jezsuita rendi hitszónok († 1718)
- 1709 – Julien Offray de La Mettrie francia orvos, filozófus († 1751)
- 1720 – Anna Maria Pertl Wolfgang Amadeus Mozart édesanyja († 1778)
- 1821 – Clara Barton amerikai humanitárius, ápolónő, az Amerikai Vöröskereszt megalapítója († 1912)
- 1831 – Pereszlényi János (1831–1894) győri református lelkész, újságíró, lapszerkesztő († 1894)
- 1849 – Nogi Mareszuke japán katona, főnemes, 1896–1898. között Tajvan szigetének katonai kormányzója († 1912)
- 1861 – Thirring Gusztáv magyar földrajztudós († 1941)
- 1869 – Hutás József bíró, felsőházi tag († 1948)
- 1870 – Helbing Ferenc magyar grafikus és festő († 1958)
- 1886
  - Franz Rosenzweig német filozófus, történész († 1929)
  - Jerzy Żurawlew lengyel zeneszerző, zongoraművész és zenepedagógus, a Varsói Konzervatórium egykori rektora, a Nemzetközi Chopin Zongoraversenyek elindítója († 1980)
  - Kertész Mihály magyar származású amerikai filmrendező (Casablanca) († 1962)
- 1899 – Humphrey Bogart Oscar-díjas amerikai színész († 1957)
- 1904 – Gerhard Herzberg kanadai Nobel-díjas fizikus († 1999)
- 1907 – Cab Calloway amerikai dzsesszénekes, zenekarvezető, filmszínész († 1994)
- 1909 – Gleb Jevgenyjevics Lozino-Lozinszkij orosz nemzetiségű szovjet mérnök, repülőgép-tervező († 2001)
- 1910
  - Vécsey Ernő magyar zeneszerző, zongoraművész, pedagógus († 1977)
  - Zorra Duntov amerikai autóversenyző († 1996)
- 1918 – Anvar Szadat egyiptomi elnök († 1981)
- 1919 – Balogh József mezőgazdász, kelet-magyarországi helyi politikus, országgyűlési képviselő († 1977)
- 1919 – Vályi Péter magyar vegyészmérnök, miniszter, miniszterelnök-helyettes, az MSZMP KB tagja († 1973)
- 1924
  - Váci Mihály Kossuth- és József Attila-díjas magyar költő († 1970)
  - Gábori György magyar közíró, szociáldemokrata politikus és taxivállalat-vezető († 1997)
- 1925 – Carlos Castaneda latin-amerikai származású, amerikai antropológus († 1998)
- 1927 – Rám Nárájan indiai zenész († 2024)
- 1928 – Harmincz István, az 1956-os forradalom gyóni eseményeinek egyik résztvevője és kivégzettje († 1957)
- 1932 – Domján Edit Jászai Mari-díjas magyar színésznő († 1972)
- 1934 – Giancarlo Baghetti olasz autóversenyző († 1995)
- 1941 – Halász Gábor matematikus, az MTA tagja
- 1942 – Rencz Antal magyar rendező, színházigazgató
- 1943 – Hanna Schygulla lengyel származású német színésznő, énekesnő
- 1943 – Wilson Fittipaldi brazil autóversenyző
- 1945 – Horkay István magyar képzőművész
- 1945 – Kiss István magyar színész († 1979)
- 1949 – Osztrics István magyar vívó, olimpiai bajnok, fogorvos
- 1949 – Sissy Spacek Oscar-díjas amerikai színésznő
- 1954 – Annie Lennox Grammy- Golden Globe- és Oscar-díjas skót énekes és zeneszerző
- 1960 – Vlahovics Edit magyar színésznő
- 1962 – Jonathan Nott angol karmester
- 1966 – Nyírő Beáta magyar színésznő
- 1971 – Justin Trudeau kanadai politikus, Kanada miniszterelnöke
- 1972 – Josh Freese amerikai dobos, dalszerző
- 1972 – Széll Horváth Lajos magyar színész
- 1973 – Christina Chiuso olasz úszó
- 1976 – Tuomas Holopainen finn zenész
- 1977 – Újhelyi Kinga Jászai Mari-díjas magyar színésznő
- 1979 – Robert Huff brit autóversenyző
- 1981 – Tilinger Attila magyar énekes, televíziós műsorvezető, zenei producer, újságíró
- 1984 – Yenima Arencibia kubai atléta
- 1984 – Kállai Zoltán, magyar tornász
- 1987 – Felizardo Ambrosio angolai kosárlabdázó
- 1988 – Dele Adeleye nigériai labdarúgó
- 1989 – Puzsa Patrícia magyar színésznő
- 1990 – Domokos Zsolt magyar színész
- 1993 – Krausz Gergely magyar tollaslabdázó

## Halálozások
- 1361 – Piast Ágnes magyar királyné (* 1293/1296)
- 1572 – Méliusz Juhász Péter református magyar író (* 1532)
- 1683 – Kara Musztafa török nagyvezír, a sorsfordító kahlenbergi csata vesztes katonai vezetője (* 1634)
- 1784 – Josza Buszon japán költő, festő (* 1716)
- 1842 – Ifjabb Cserey Farkas cs. és kir. kamarás, őrnagy, író (* 1773)
- 1845 – Wilhelm Friedrich Ernst Bach német zeneszerző (* 1759)
- 1922 – Weiss Manfréd báró, nagyiparos (* 1857)
- 1926 – Taisó, japán 123. császára (* 1879)
- 1935 – Paul Bourget francia író, kritikus (* 1852)
- 1938 – Karel Čapek cseh regényíró, drámaíró, elbeszélő publicista, műfordító, filozófus (* 1890)
- 1938 – Gombos Ferenc Albin magyar történész, pedagógus, író, az MTA tagja (* 1873)
- 1943 – Durigo Ilona magyar opera-énekesnő (* 1881)
- 1943 – Lukachich Géza báró, csász. és kir. altábornagy, (* 1865)
- 1944 – Stollár Béla magyar újságíró, antifasiszta ellenálló (* 1917)
- 1959 – Hendrey József magyar erdőmérnök, országgyűlési képviselő (* 1891)
- 1963 – Tristan Tzara (er. Sami Rosenstock) román származású francia költő (* 1896)
- 1966 – Tőkés Anna Kossuth-díjas magyar színésznő, érdemes és kiváló művész (* 1903)
- 1967 – Iván István magyar ötvös- és éremművész (* 1905)
- 1974 – Abai György magyar építészmérnök (* 1925)
- 1977 – Charlie Chaplin amerikai színész, filmrendező (* 1889)
- 1977 – Reményi József magyar szobrász, érem- és plakettművész (* 1887)
- 1983 – Joan Miró spanyol festőművész, szobrász, keramikus (* 1893)
- 1985 – Jacques Monod francia színész  (* 1918)
- 1986 – Szabó János magyar politikus, helyiipari, később város- és községgazdálkodási miniszter († 1897)
- 1989 – Nicolae Ceaușescu román kommunista politikus, pártfőtitkár, elnök-diktátor (* 1918)
- 1989 – Elena Ceaușescu Nicolae Ceaușescu felesége, Románia alelnöke (* 1916)
- 1993 – Jiggs Peters amerikai autóversenyző (* 1920)
- 1995 – Dean Martin amerikai énekes, színész (* 1917)
- 1995 – Ramaz Giorgobiani grúz színész, filmrendező, forgatókönyvíró (* 1946)
- 1999 – Rákos Sándor magyar költő, műfordító A Gilgames eposz fordítója (* 1921)
- 2005 – Birgit Nilsson svéd opera-énekesnő (szoprán) (* 1918)
- 2006 – James Brown amerikai blues-énekes (* 1933)
- 2008 – Eartha Kitt amerikai színésznő, énekesnő, kabarettista (* 1927)
- 2011 – Mary Zsuzsi magyar táncdalénekesnő (* 1947)
- 2016 – George Michael angol énekes-dalszerző (* 1963)
- 2017 – Kovács Sándor kolozs-dobokai főesperes (*1948)

## Nemzeti ünnepek, emléknapok, világnapok
- Mozambik: a család napja

→Sablonvita:Ünnepek/12-25:
- karácsony napja[3]
- Jézus Krisztus születésének ünnepe a nyugati keresztény egyházakban[4]
- Pakisztán nemzeti ünnepe (Muhammad Ali Dzsinnah, az ország alapítója születésének évfordulóján)[5]